# Miasteczko Studenckie AGH
Bản mẫu:Infobox residential college

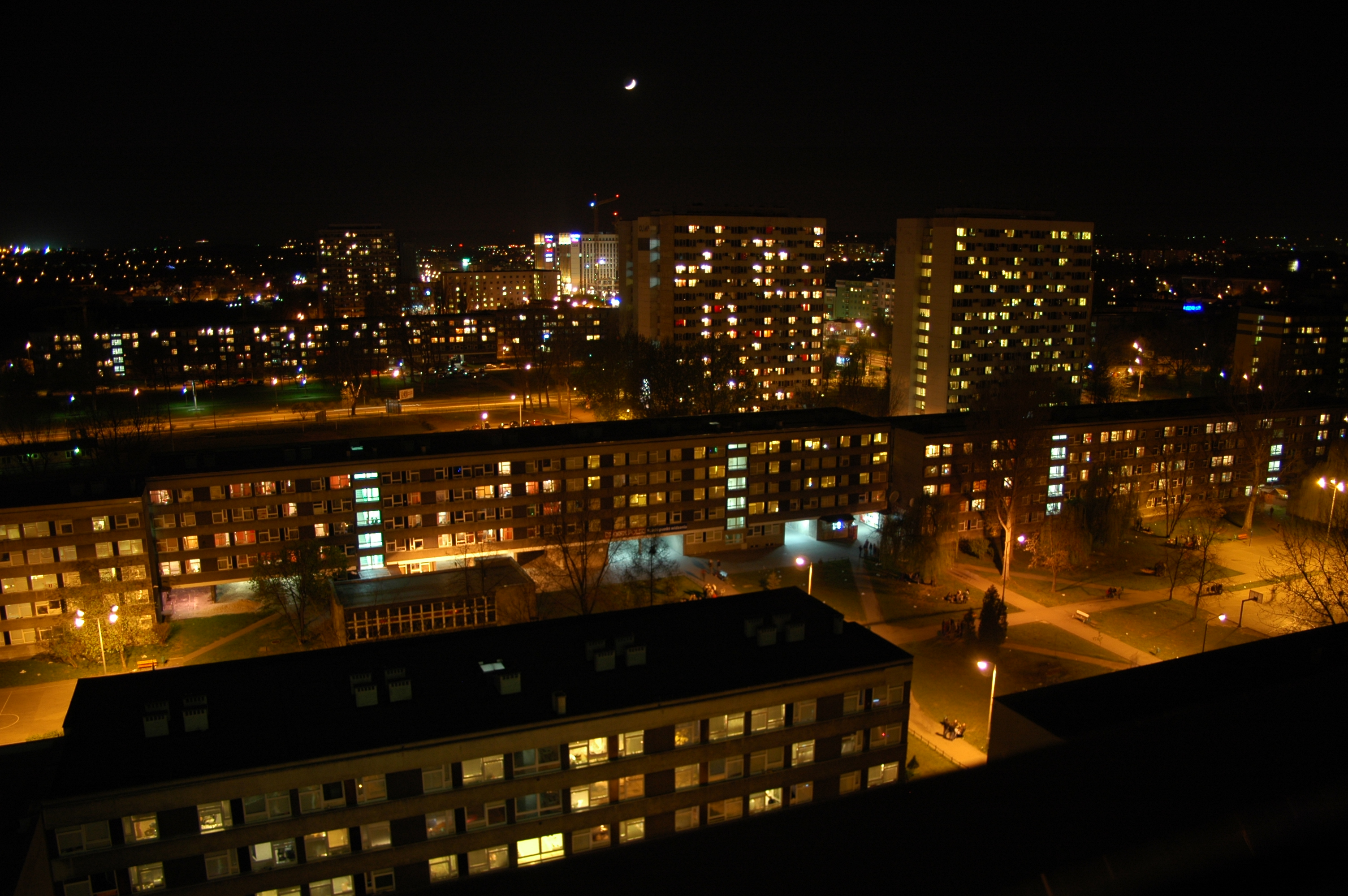
Miasteczko Studenckie AGH - đêm

Miasteczko Studenckie AGH là khu ký túc xá sinh viên của Đại học Khoa học và Công nghệ AGH và là một osiedle ở Kraków. Nó nằm chủ yếu giữa các phố Reymonta, Tokarskiego, Nawojki và Miechowska.
Ở đây có khoảng 8500 chỗ ở, dành cho sinh viên AGH (5400 địa điểm), và cũng là sinh viên của Đại học Jagiellonia, Đại học Sư phạm Cracow, Đại học Kinh tế Cracow, Đại học Nông nghiệp Cracow và các trường khác.
Phòng có thể chứa được 2-3 người mỗi phòng.
Vào mùa hè, nó trở thành trung tâm khách sạn lớn nhất ở Ba Lan, cung cấp 4000 phòng.
Do tính chất bên ngoài của trường đại học, đó là nơi duy nhất ở Kraków nơi cho phép uống rượu ngoài trời.

## Ký túc xá

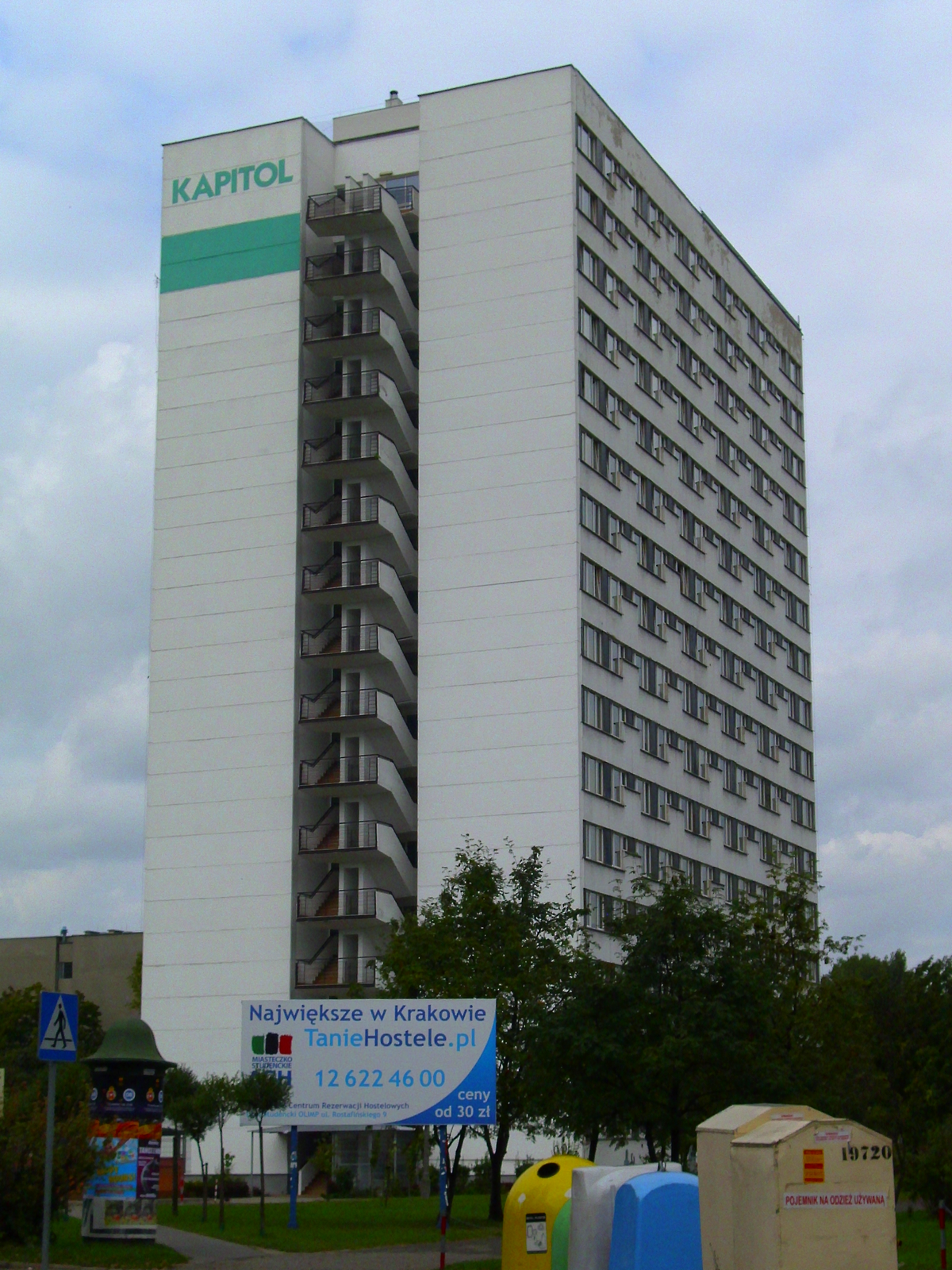
Dom Studencki số 14 "KAPITOL"

- Dom Studencki nr 1 "OLIMP" ul. Rostafińskiego 9
- Dom Studencki nr 2 "BABILON" ul. Rostafińskiego 11
- Dom Studencki nr 3 "AKROPOL" ul. Tokarskiego 1
- Dom Studencki nr 4 "PHIM" ul. Rostafińskiego 10
- Dom Studencki nr 5 "MẠNH M ul" ul. Rostafińskiego 8
- Dom Studencki nr 6 "BRATEK" ul. Rostafińskiego 6
- Dom Studencki nr 7 "ZAŚCIANEK" ul. Rostafińskiego 4
- Dom Studencki số 8 "STOKROTKA" ul. Rostafińskiego 2
- Dom Studencki số 9 "OMEGA" ul. Budryka 9
- Dom Studencki nr 10 "HAJDUCZEK" ul. Budryka 7
- Dom Studencki số 11 "TIỀN THƯỞNG" ul. Budryka 5
- Dom Studencki nr 12 "KHUYẾN MÃI" ul. Budryka 3
- Dom Studencki số 13 "STRASZNY DWÓR" ul. Budryka 1
- Dom Studencki số 14 "KAPITOL" ul. Budryka 2
- Dom Studencki số 15 "MARATON" ul. Tokarskiego 10
- Dom Studencki số 16 "ITAKA" ul. Tokarskiego 8
- Dom Studencki số 17 "ARKADIA" ul. Tokarskiego 6
- Dom Studencki nr 18 ul. Tokarskiego 4
- Dom Studencki nr 19 ul. Tokarskiego 2
- Tôi Dom Studencki "ALFA" ul. Reymonta 17

## Truyền thống
- "Janosik" - gây ồn ào với dụng cụ nấu ăn cùng những dụng cụ khác và chơi giai điệu từ loạt phim truyền hình Janosik.
- Hàng năm có những trận bóng tuyết giữa các ký túc xá.
- Tiệc nướng rất phổ biến trên cỏ giữa các ký túc xá.